# جيف هاردن
جيف هاردن (بالإنجليزية: Geoff Harden)‏ هو مهندس الصوت وصحفي بريطاني، ولد في 8 يوليو 1943 في كنت في المملكة المتحدة، وتوفي في 4 سبتمبر 2006 في بلفاست في المملكة المتحدة.